# 香水市社
香水市社（越南语：／）是越南顺化市下辖的一个市社。面积427.48平方公里，2024年总人口103975人。境内有富牌国际机场。

## 地理
香水市社东接富禄县和富荣县，西接富春郡、香茶市社和阿雷县，南接富禄县，北接顺化郡。

## 历史
2010年2月9日，香水县改制为香水市社；富牌市镇改制为富牌坊，水良社改制为水良坊，水洲社改制为水洲坊，水芳社改制为水芳坊，水杨社改制为水杨坊。
2021年4月27日，水凭社、水云社2社划归顺化市管辖。
2024年11月30日，越南国会通过决议，自2025年1月1日起，承天顺化省改制为中央直辖市顺化市，香水市社随之隶属顺化市管辖。

## 行政区划
香水市社下辖5坊5社，市社人民委员会位于水洲坊。
- 富牌坊（Phường Phú Bài）
- 水洲坊（Phường Thuỷ Châu）
- 水杨坊（Phường Thuỷ Dương）
- 水良坊（Phường Thuỷ Lương）
- 水芳坊（Phường Thuỷ Phương）
- 阳和社（Xã Dương Hoà）
- 富山社（Xã Phú Sơn）
- 水符社（Xã Thuỷ Phù）
- 水新社（Xã Thuỷ Tân）
- 水清社（Xã Thuỷ Thanh）